# Diaphonia kerleyi
Diaphonia kerleyi är en skalbaggsart som beskrevs av Rigout 1997. Diaphonia kerleyi ingår i släktet Diaphonia och familjen Cetoniidae. Inga underarter finns listade i Catalogue of Life.